# Grenier-Montgon
Grenier-Montgon är en kommun i departementet Haute-Loire i regionen Auvergne-Rhône-Alpes i centrala Frankrike. Kommunen ligger i kantonen Blesle som tillhör arrondissementet Brioude. År 2022 hade Grenier-Montgon 111 invånare.

## Befolkningsutveckling
Antalet invånare i kommunen Grenier-Montgon
| Referens: INSEE |